# كيران لي
كيران لي (بالإنجليزية: Kieran Lee)‏، من مواليد 22 يونيو 1988 في تاميسايد في إنجلترا، لاعب كرة قدم إنجليزي.
بدأ مسيرته الكروية مع نادي مانشستر يونايتد في عام 2005، وهو يلعب معهم حتى الآن.

## روابط خارجية
- كيران لي على موقع قاعدة بيانات كرة القدم.إي يو (الإنجليزية)
- كيران لي على موقع Soccerbase.com (لاعب) (الإنجليزية)
- كيران لي على موقع Soccerway.com (الإنجليزية)
- كيران لي على موقع عالم كرة القدم.نت (الإنجليزية)